# اوسلنوویتسه
اوسلنوویتسه (به چکی: Oslnovice) یک منطقهٔ مسکونی در جمهوری چک است که در ناحیه زنویمو واقع شده‌است. اوسلنوویتسه ۶٫۱۱ کیلومتر مربع مساحت و ۹۴ نفر جمعیت دارد و ۴۶۳ متر بالاتر از سطح دریا واقع شده‌است.